# Ernst Albert Naether

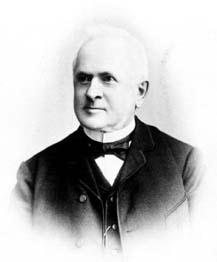
Ernst Albert Naether

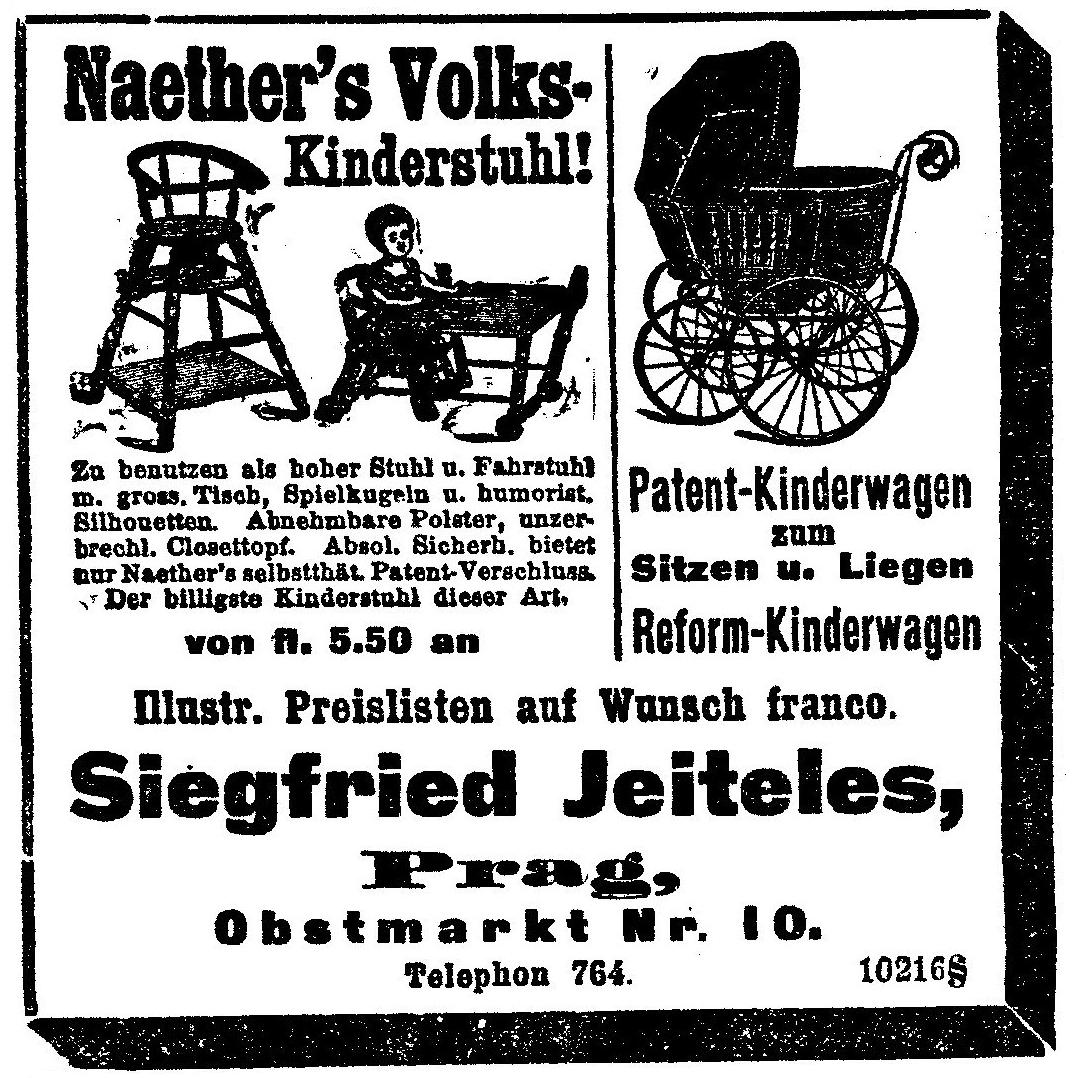
Anzeige für Naether’s Volks-Kinderstuhl, Patent-Kinderwagen sowie Reform-Kinderwagen (1898)

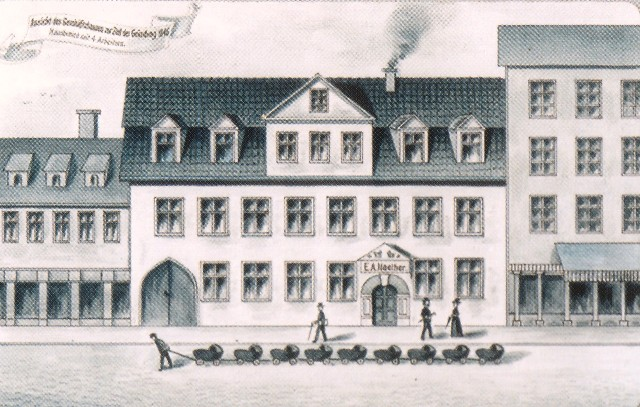
Haus Judenstraße 2 in Zeitz (1846), die Urzelle des Unternehmens

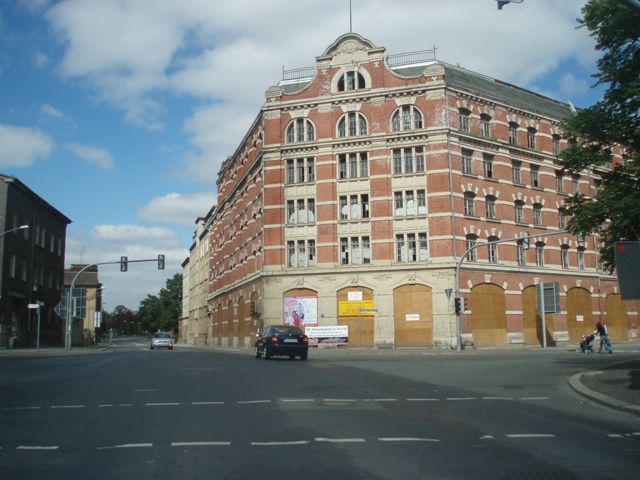
Naether-Fabrikgebäude in Zeitz von 1908 (2006)

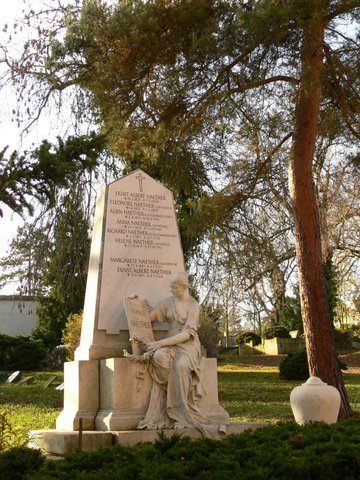
Grabmal der Familie Naether auf dem Johannisfriedhof Zeitz (2009)

Ernst Albert Naether (* 10. März 1825 in Zeitz; † 5. November 1894 in Bad Kissingen) war ein deutscher Unternehmer, der als Begründer der deutschen Kinderwagenindustrie gilt.

## Ausbildung und Beginn der Kinderwagenherstellung
Nach einer Stellmacherlehre in Naumburg (Saale) begab sich Ernst Albert Naether, der Tradition folgend, von 1842 bis 1845 auf Wanderschaft. 1846 nach Zeitz zurückgekehrt, übernahm er 1851 die Stellmacherei seines Vaters Gotthelf Naether in der Judenstraße 2. Dessen Firma „J. G. Naether, Wagenfabrikant aus Zeitz“ hatte mindestens seit 1828 „ganz und halbbedeckt[e] Federwagen, Pritschken, Achsenwagen, ein- und zweispännig, mit eisernen und hölzernen Achsen, dergleichen auch mit breiter Berliner Spur nach jetziger Vorschrift“ hergestellt und auf der Leipziger Messe ausgestellt.
Naether begann schon bald, neben Kutschen und Schlitten auch Stuhlwagen für Kinder zu produzieren. Vereinzelt fertigte er auch schon hölzerne Untergestelle für Kinderziehwagen, nach denen die Nachfrage lebhaft stieg. Wann genau Naether erstmals in der eigenen Werkstatt einen kompletten Ziehwagen für Kleinstkinder baute, lässt sich nicht mehr genau bestimmen. 1850 findet sich der erste Hinweis darauf in der Lokalpresse. Sicher ist jedoch, dass er 1852 auf der Leipziger Messe Kinderziehwagen anbot. Mit Geschick baute er sein Unternehmen aus. Mitte der 1850er Jahre gab er den Großwagenbau zugunsten des Kinderwagenbaus auf. Kinderwagen aus Zeitz wurden in ganz Europa verkauft. Sechssprachig warb Naether in Zeitungsinseraten für seinen „Reform-Kinderwagen“. Im Jahr 1865 warb die Firma „E. A. Naether, Zeitz, Provinz Sachsen“ für „[a]lle Sorten Kinderwagen und Gestelle, sowie Krankenfahrstühle“. Der Katalog der Firma Naether aus dem Jahr 1896 enthält über 100 verschiedene Modelle. 
Ernst Albert Naether wurde nach seinem Tod auf dem unteren Johannisfriedhof in Zeitz beigesetzt. Durch Naethers Erfindungen und seine unternehmerische Tätigkeit erwarb die Stadt Zeitz den Ruf der „Stadt der Kinderwagen“, weil es in keiner anderen Stadt Deutschlands eine vergleichbare Konzentration von Kinderwagenproduzenten gab.

## Ausbau des Unternehmens und Verstaatlichung
In der Folgezeit entwickelte sich das Unternehmen E. A. Naether zu einer der bedeutendsten Kinderwagenfabriken Deutschlands. Die beiden Söhne des Firmengründers, Albin und Richard Naether leiteten den Betrieb seit 1876. Bis 1894 wurden die Produktionsanlagen ständig erweitert. 1896 waren über 750 Arbeitskräfte beschäftigt. Aus dem Handwerksbetrieb entwickelte sich ein auf Kinderwagen spezialisierter Industriebetrieb, 1910 wurde das Unternehmen in eine Aktiengesellschaft umgewandelt. Trotz großer Konkurrenz blieb das Unternehmen bis zum Zweiten Weltkrieg das größte und erfolgreichste der Branche.
1946 wurde das Unternehmen enteignet, die Produktionsanlagen gingen wie die anderer bekannter Firmen auf den VEB Zekiwa über.
Das Haus Judenstraße 2, in dem Ernst Albert Naether den Bau von Kinderwagen begründete, wurde im Januar 1996 trotz der Einwände der Denkmalbehörde aufgrund seines maroden Bauzustands abgerissen. Die großflächigen Naether´schen Fabrikanlagen in Zeitz sind nach umfangreichen Abrissmaßnahmen nach 1990 nur noch teilweise erhalten, darunter das 1908 errichtete Hauptgebäude mit seiner markanten Fassade zur Zeitzer Badstubenvorstadt. Die Geschichte der Zeitzer Kinderwagenindustrie wird im Deutschen Kinderwagenmuseum in der Moritzburg in Zeitz dargestellt.

## Denkmal
Im Jahre 1916 wurde in Zeitz das „Denkmal der Arbeit“ errichtet. Es war dem Industriellen und Wohltäter Ernst Albert Naether gewidmet. Das Denkmal ist nicht erhalten.